# Dimitar Panayotov Grekov
Dimitar Panayotov Grekov (en bulgare : Димитър Панайотов Греков), né le 14 septembre 1847 à Bolhrad dans l'Empire russe) et mort le 7 mai 1901 à Sofia en principauté de Bulgarie, est un homme politique bulgare, Premier ministre en 1899. 
Grekov est nommé Premier ministre le 30 janvier 1899, puis quitte ses fonctions le 13 octobre de la même année après un mandat bref et banal.

## Biographie
Dimitar Panayotov Grekov est originaire de Bolgrad en Bessarabie (aujourd'hui Bolhrad, ville de l'Oblast d'Odessa en Ukraine). Son père, Panayot Grekov, est un grossiste bulgare qui permet à son fils de fréquenter le célèbre lycée de Bolgrad. Grâce à une bourse pour étudiants doués, Grekov suit, à partir de 1868, ses études dans une école de droit à Aix-en-Provence. Il obtient son diplôme en 1875, puis s'installe en principauté de Roumanie : il y exerce le droit comme avocat dans la ville portuaire de Brăila, où il est membre du tribunal local. La ville de Brăila est à cette époque un centre important d'exilés bulgares et du mouvement des Lumières bulgare. 
Grekov, alors conservateur, est membre de l'Assemblée constitutionnelle bulgare convoquée en février 1879, un organe qui constituait la base du parlement national du nouvel État indépendant. Il commence sa carrière politique dans le cabinet de Todor Bourmov de 1879, où il est ministre de la Justice, le premier d'une Bulgarie indépendante.
En 1886, après l'abdication du prince souverain Alexandre Ier de Bulgarie, le Premier ministre et régent Stefan Stambolov choisit Grekov, avec Konstantin Kantchev et Konstantin Stoïlov, pour voyager à travers l'Europe afin de trouver un prince apte à accéder au trône de Bulgarie. L'équipe de trois hommes parcourt Belgrade et Vienne, mais se voient refuser l'entrée en Russie. Ils portent finalement leur choix sur Ferdinand de Saxe-Cobourg-Gotha, à qui ils offrent la couronne.
Après la mort de Stambolov en 1895, Grekov lui succède à la tête du Parti libéral populaire. Nommé chef du gouvernement le 30 janvier 1899, il fait face à des tensions entre plusieurs de ses ministres, les uns partisans de feu Stefan Stambolov et les autres alliés à Vassil Radoslavov. Ces difficultés contraignent Dimitar Grekov à la démission le 13 octobre suivant. Immédiatement après, il redevient chef du Parti libéral populaire, poste qu'il occupe jusqu'à sa mort subite en 1901.